# Agripa Menênio Lanato (cônsul em 439 a.C.)
Agripa Menênio Lanato (em latim: Agrippa Menenius Lanatus) foi um político da gente Menênia nos primeiros anos da República Romana eleito cônsul em 439 a.C. com Tito Quíncio Capitolino Barbato, em seu sexto mandato. Foi também tribuno consular por duas vezes, em 419 e 417 a.C.

## Consulado (439 a.C.)
Lúcio Minúcio, eleito prefeito anonário para o ano de 439 a.C., acusou Espúrio Mélio, que no ano anterior evitou uma grande fome em Roma doando milho à população, de tramar para fundar uma monarquia. Tito Quíncio, acusado pelo Senado Romano de não ter feito o suficiente para garantir o abastecimento de alimentos para a cidade para apoiar o golpe, propõe conferir a Cincinato o posto de ditador, para que possa agir com os plenos poderes do cargo. 
Eliminada a ameaça com o assassinato de Espúrio Melo por Caio Servílio Aala com o apoio do ditador, os senadores não tiveram escolha senão ceder à pressão dos tribunos da plebe, que exigiram que, nos anos seguintes, o governo de Roma fosse entregue a tribunos consulares.

## Tribuno consular (419 a.C.)
Em 419 a.C., Agripa Menênio foi eleito tribuno consular com Espúrio Náucio Rutilo e Públio Lucrécio Tricipitino.
Em Roma, uma perigosa revolta de escravos foi evitada graças a dois delatores, recompensados com 10 000 asses cada um. 

Mas Júpiter estragou estes planos malignos e, graças à delação de dois participantes do complô, os culpados foram presos e punidos. Os informantes foram recompensados com 10 000 asses pagos pelo erário estatal — uma soma atualmente considerada uma verdadeira fortuna — e lhes foi conferida a liberdade.— Lívio "Ab Urbe Condita libri" IV, 4, 45
Na política externa, Lívio relata apenas a habitual movimentação hostil dos équos e o estranho comportamento da cidade de Labico.

Mas, como a delegação enviada a Labico retornou com respostas ambíguas, das quais se intuía que não estavam se preparando para a guerra, mas também que a paz não duraria muito, os romanos encarregaram aos tuscolanos a tarefa de garantir que Labico não se tornaria uma nova ameaça de guerra.— Lívio "Ab Urbe Condita libri" IV, 4, 45

## Tribuno consular (417 a.C.)
Em 417 a.C., Agripa foi novamente eleito, desta vez com Públio Lucrécio Tricipitino, Caio Servílio Áxila e Espúrio Vetúrio Crasso Cicurino.
Este ano, como o seguinte, foi relatado por Lívio como tranquilo externamente e tenso internamente por causa do reaquecimento da questão agrária pelos tribunos da plebe.